# Hornerheide

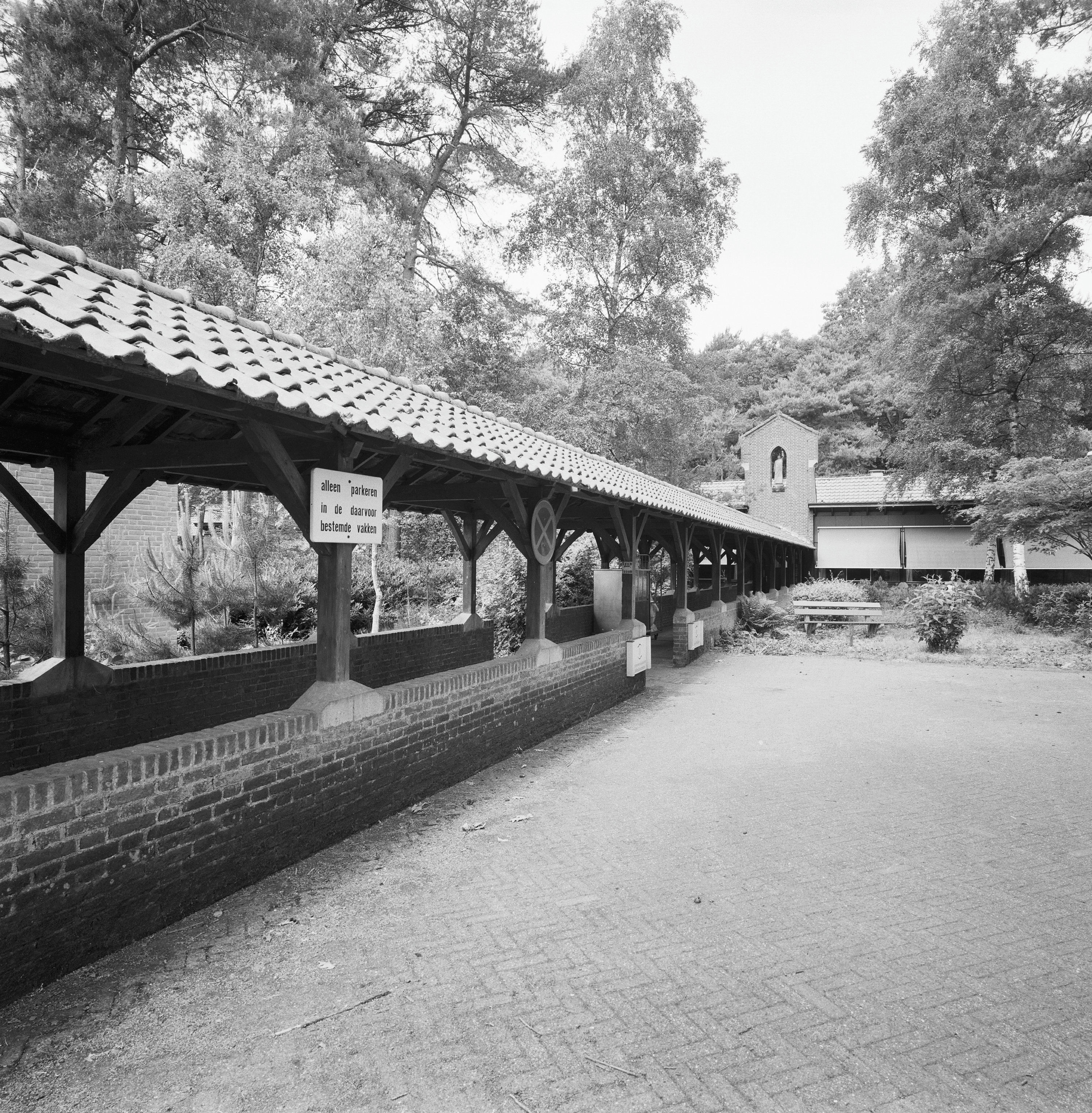
Verbindingsgalerij

Hornerheide is de naam van een voormalig tuberculose-sanatorium, gelegen ten noordwesten van Horn aan de doorgaande weg van Horn naar Heythuysen. Hornerheide ligt in een bosrijke omgeving.

## Geschiedenis
Het sanatorium werd in 1921 gesticht door het Limburgse Groene Kruis. Het Limburgsche Groene Kruis Sanatorium werd beheerd door de zusters Dienaressen van de Heilige Geest uit Steyl. In 1926 en 1927 werd het complex uitgebreid, onder andere met de boskapel (een houten kerkje) en het Mariapaviljoen. Toen waren het de Kleine Zusters van de Heilige Joseph die het geheel bedienden. In 1934 ging het sanatorium over naar de Rooms-katholieke stichting Gezond Limburg en werd de naam gewijzigd naar Hornerheide. In 1952 volgde een verdere uitbreiding en werden het Ariënspaviljoen en het Poelspaviljoen gebouwd. Ze werden verbonden door open galerijen.
Aan de overzijde van de Heythuyserweg is omstreeks 1929 een villa gerealiseerd voor bewoning door de directeur of hoofdarts. Deze is herbouwd na een verwoesting rond de Tweede Wereldoorlog. Omstreeks de jaren '70 is de villa in gebruik genomen als verpleegstershuis om uiteindelijk in 1983 verkocht te worden. De directeurswoning was toen te vinden direct naast het terrein van Hornerheide aan de bevrijdingsweg waarlangs de eerste bevrijders Horn inreden.
Daarnaast zijn op het terrein nabij de weg verpleegstershuizen te vinden waar ook verpleegsters in opleiding gehuisvest werden.
Vanaf 1970 liep het aantal patiënten terug. Er kwamen ruimten vrij die voor andere doeleinden konden worden gebruikt. Na 1960 werd het ook gebruikt voor astmapatiënten en werd het tevens een verpleegtehuis voor voornamelijk dementerende ouderen. Omstreeks 1975 werden nieuwe stenen gebouwen voor behandeling en dagbehandeling gerealiseerd in het gebied achter de boskapel.
Omstreeks 1984 zijn de houten paviljoenen gesloopt waarin de tuberculosepatiënten in vervlogen tijden werden behandeld.

## Heden
Tegenwoordig (2016) zijn door Proteion, een zorgorganisatie, een honderdtal groepswoningen voor dementerende ouderen gebouwd, terwijl in het eigenlijke sanatorium het Ciro is gevestigd: een centrum voor chronisch orgaanfalen en een academisch slaapcentrum.
Een aantal onderdelen van het complex zijn geklasseerd als Rijksmonument.